# Karl Heinz Pepper

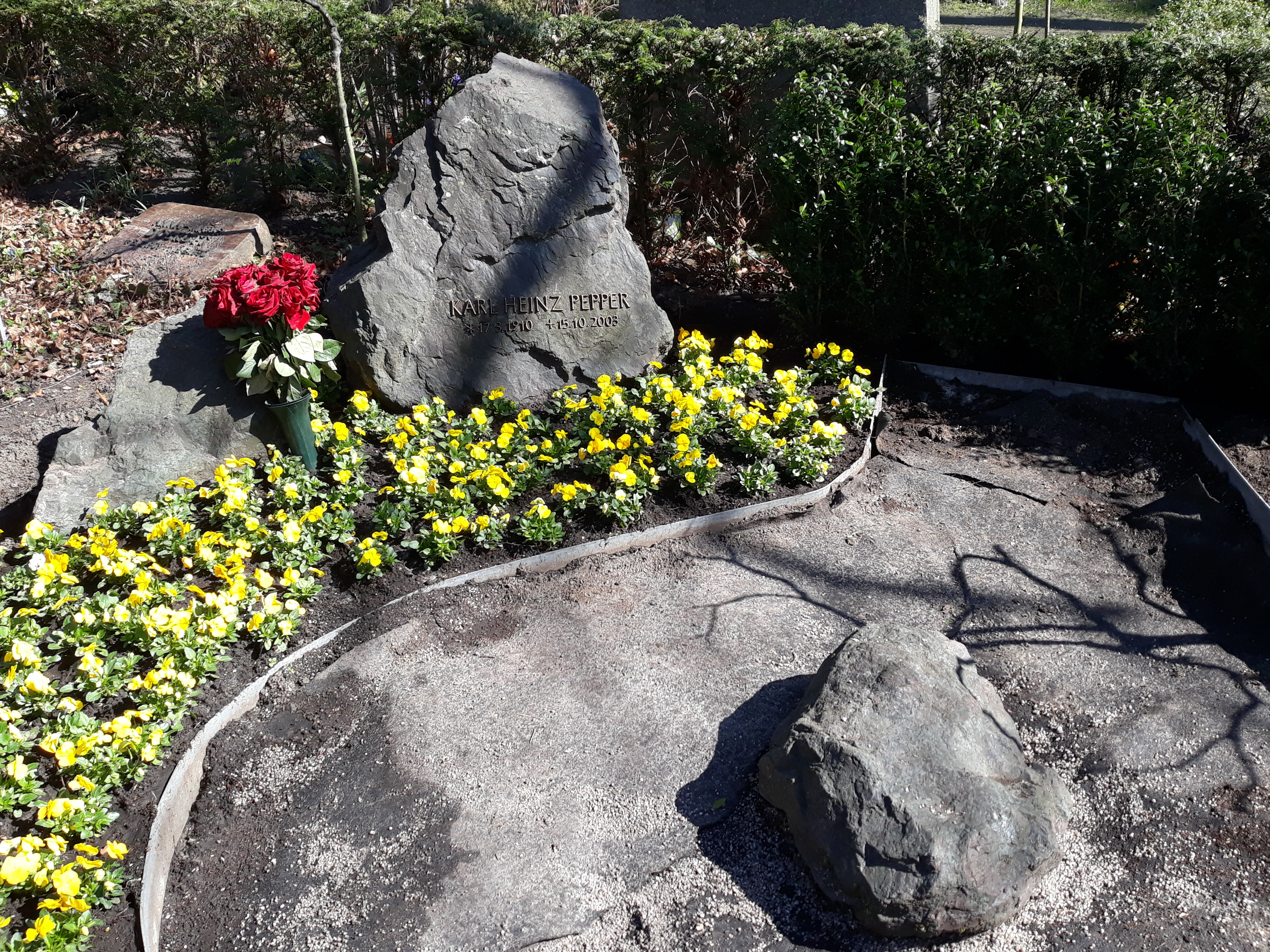
Das Grab von Karl Heinz Pepper auf dem Friedhof Dahlem in Berlin.

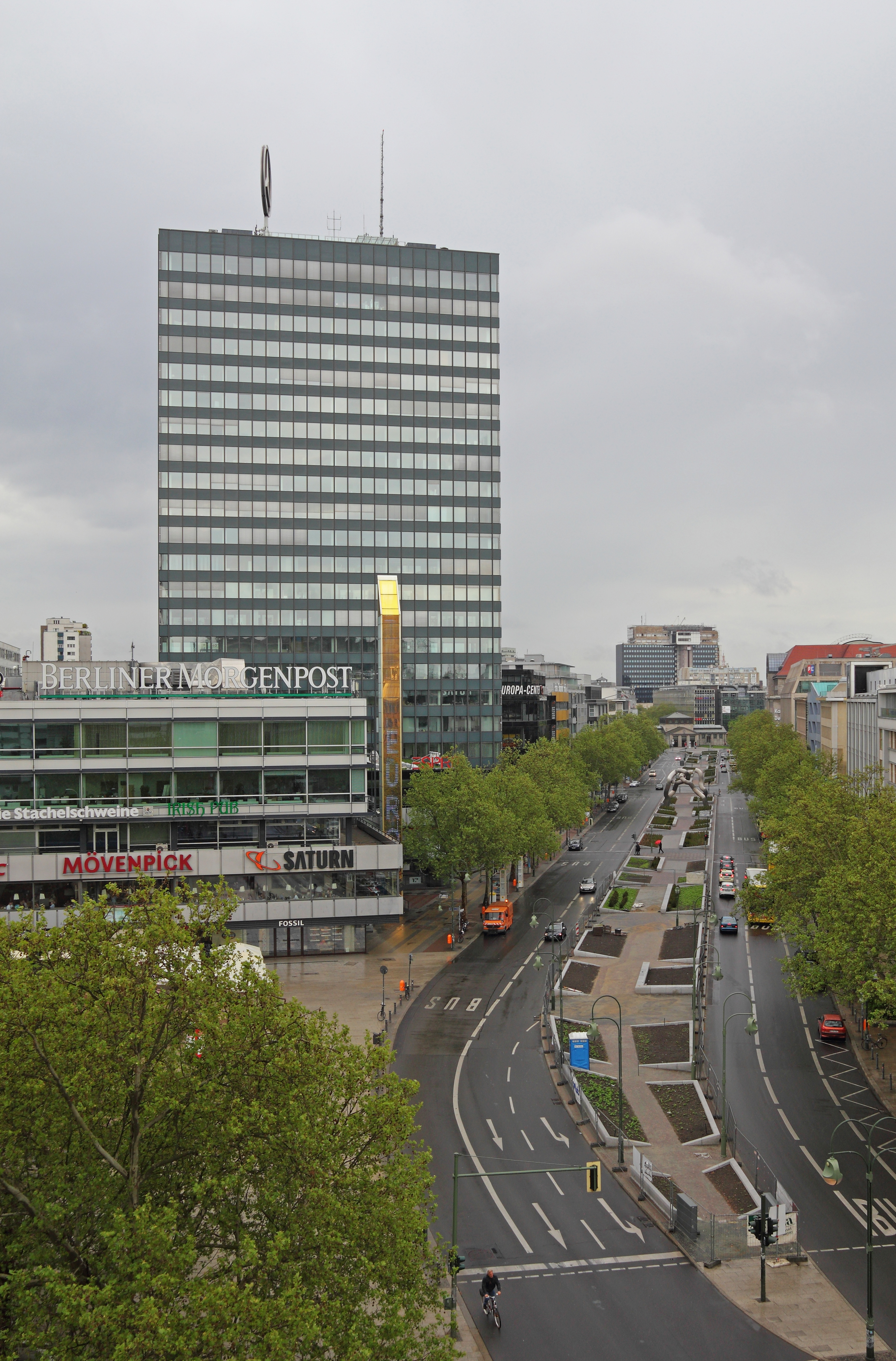
Europa-Center, früher auch das „Pepper-Center“ genannt

Karl Heinz Pepper (* 17. März 1910 in Berlin; † 15. Oktober 2003) war ein Berliner Kaufmann, Bauherr und Investor. Überregional bekannt wurde er unter anderem durch den Bau des Europa-Centers in Berlin.

## Leben
Pepper wurde als Sohn eines Klavierfabrikanten in Berlin geboren. Nach dem Abitur ging er zunächst an die Pariser Sorbonne, um Jura zu studieren. Er brach das Studium jedoch bald ab, um eine Firma zu eröffnen. Im Jahr 1933 besaß er eine Lizenz als Rundfunk-Großhändler, seine Firma residierte in der Ritterstraße, unweit des Berliner Zentrums.
Nach dem Zweiten Weltkrieg stieg er wiederum zunächst in die Reparatur von Rundfunkgeräten und später in den Großhandel mit Rundfunk- und Fernsehgeräten ein. Ab 1958 wurde er Bauherr und Investor: Er errichtete mehrere Hochhäuser am Berliner Ernst-Reuter-Platz. 1961 entstand das „Kaufzentrum Siemensstadt“. Im gleichen Jahr erwarb Pepper die Kant-Garagen. Bekannt wurde er durch die Errichtung des Berliner Europa-Centers direkt neben der Berliner Gedächtniskirche, das von 1963 bis 1967 entstand.
Die Errichtung des Europa-Centers mit einem Bauvolumen von 71 Millionen D-Mark gelang Pepper mit relativ geringen Eigenmitteln, indem er zahlreiche andere Investoren mit günstigen Abschreibungsmöglichkeiten und durch Ausnutzung der speziellen Förderung für Berlin anlockte; Der Spiegel nannte dies 1964 eine „Goldgräber-Kalkulation“.
Karl Heinz Pepper starb 2003 im Alter von 93 Jahren. Sein Grab befindet sich auf dem Friedhof Dahlem (Feld 009-44). An der Beisetzung in Berlin-Dahlem nahmen unter anderen der frühere Regierende Bürgermeister Klaus Schütz, der Architekt Dietrich Garski und der Museumsleiter und Politiker Christoph Stölzl teil.

## Familie
Pepper war verheiratet mit Babsi Schultz-Reckewell. Ein Sohn und ein Enkel haben die Immobilienfirma übernommen.

## Auszeichnungen
- 1985: Bundesverdienstkreuz 1. Klasse
- 1988: Verdienstorden des Landes Berlin